# Roman Sádlo
Roman Sádlo (22. srpna 1943 – červenec 2015 Kutná Hora) byl český fotbalový obránce.

## Hráčská kariéra
V československé lize odehrál za Slovan Teplice jedno celé utkání, aniž by skóroval. Za Teplice nastupoval také ve II. lize před základní vojenskou službou. Později hrál v Kutné Hoře za Dynamo/Spartu.

### Ligová bilance
| Ročník           | Zápasy | Góly | Minuty | Klub              |
| ---------------- | ------ | ---- | ------ | ----------------- |
| II. liga 1962/63 | 3      | 0    | –      | TJ Slovan Teplice |
| I. liga 1964/65  | 1      | 0    | 90     | TJ Slovan Teplice |
| CELKEM I. LIGA   | 1      | 0    | 90     |                   |